# Stapp (Einheit)
Stapp (Stab, Star) war ein Volumenmaß in der Herrschaft Jever. Der Scheffel wurde geduldet gehäuft, die Kanne gestrichen gemessen.
- 1 Stapp = ¼ Scheffel = 5 ½ Kannen = 7,728 Liter

Die Maßkette war
- 1 Scheffel = 4 Stapp = 22 Kannen = 88 Ort = 1558,542 Pariser Kubikzoll = 30,9158 Liter